# 犬塚貴
犬塚　貴（いぬづか たかし、1952年‐）は医師、医学者。専門は神経内科。山形県出身。

## 略歴
- 1976年 新潟大学医学部医学科卒業。
- 1978年-新潟大学医学部附属病院神経内科医員
- 1981年-アメリカ国立衛生研究所（NIH）客員研究員
- 1984年-新潟大学医学部附属病院神経内科助手
- 1994年-新潟大学医学部附属病院神経内科講師
- 1999年-岐阜大学医学部高齢医学講座（現　神経内科・老年科）教授
- 2004年-岐阜大学大学院医学系研究科副研究科長
- 2008年-2012年 岐阜大学大学院医学系研究科研究科長・医学部長、地域医療医学センターセンター長
- 2014年-2016年 岐阜大学医学部附属病院院長補佐
- 2017年-岐阜市民病院認知症疾患医療センター長、神経内科部長
- 2017年-岐阜大学名誉教授

## 所属
- 日本神経学会評議員、専門医、指導医
- 日本老年医学会代議員、専門医
- 日本内科学会評議員、認定医、指導医
- 日本神経免疫学会理事
- 日本老年神経学会専門医

など

## 論文
- 国立情報学研究所収録論文 国立情報学研究所.2010.05.14閲覧。